# Нананан, Кирико
Кирико Нананан (яп. 魚喃キリコ Нананан Кирико) — японская мангака, родившаяся 14 декабря 1972 года в городе Цубаме в Японии. Она известна благодаря своим реалистичным работам жанра дзёсэй, в которых прорисовка используется по минимуму. К тому же она примкнула к движению La nouvelle manga. Её первая работа была опубликована в журнале Garo в 1993 году. На основе двух её работ были впоследствии сняты фильмы Синева и Strawberry Shortcakes. На фестивале комиксов в Ангулеме в 2008 году Кирико была удостоена награды Prix de l'école supérieure de l’image.

## Стиль
По словам Кирико Нананан, при создании манги она привыкла видеть всё происходящее в пределах между линиями. Она использует пустые пространства в качестве фона в те моменты, когда её персонажи выражают чувства, такие как надежду или опустошённость. Именно по этой причине она в отличие от других мангак не сотрудничает с ассистентами, так как мелкие детали, создание которых можно поручить ассистенту, играют важную роль в её историях. Она рисует каждую панель таким образом, что она может быть изолирована, предпочитая такой стиль рисованию манги в виде серии прямоугольников. На рисовании одной панели она иногда тратит до четырёх часов, повторяя одну и ту же картинку десятки раз.
Нананан говорит, что её истории и персонажи только частично вымышлены, и верит в то, что похожие люди существуют в реальности. Она основывает мышление своих персонажей на собственном примере, а затем связывает их с придуманными событиями. Она считает, что она — единственная, кто может рассказывать свои истории, объясняя этим отсутствие у неё помощника.

## Работы
- Water — короткие истории / Magazine House, 1996 ISBN 4-8387-1006-2
- Blue / Magazine House, 1997 ISBN 4-8387-0896-3
- Itaitashii LOVE (痛々しいラヴ) — короткие истории / Magazine House, 1997 ISBN 4-8387-0937-4
- Haruchin (ハルチン) / Magazine House, 1998 / ISBN 4-8387-0967-6
- Kabocha to Mayonnaise (南瓜とマヨネーズ) — короткие истории / Takarajimasha, 1999 ISBN 4-7966-1634-9
- Strawberry Shortcakes / Yodensha, 2002 / ISBN 4-396-76292-5
- Tanpenshu (短編集) — короткие истории / Asuka Shinsha, 2003 ISBN 4-87031-540-8